# Guégou
Guégou  è un comune del Ciad situato nel dipartimento di Lac Léré, provincia di Mayo-Kebbi Ovest.